# Baverstock
Baverstock – wieś w Anglii, w hrabstwie Wiltshire. Leży 12 km na zachód od miasta Salisbury i 137 km na zachód od Londynu.